# San Savino (Magione)
San Savino è una frazione del comune di Magione (PG).
Il paese, popolato, nel 2001, da 604 abitanti (di cui 305 maschi e 299 femmine), si affaccia direttamente sulle rive orientali del Lago Trasimeno ad un'altitudine di 314 m s.l.m..

## Storia

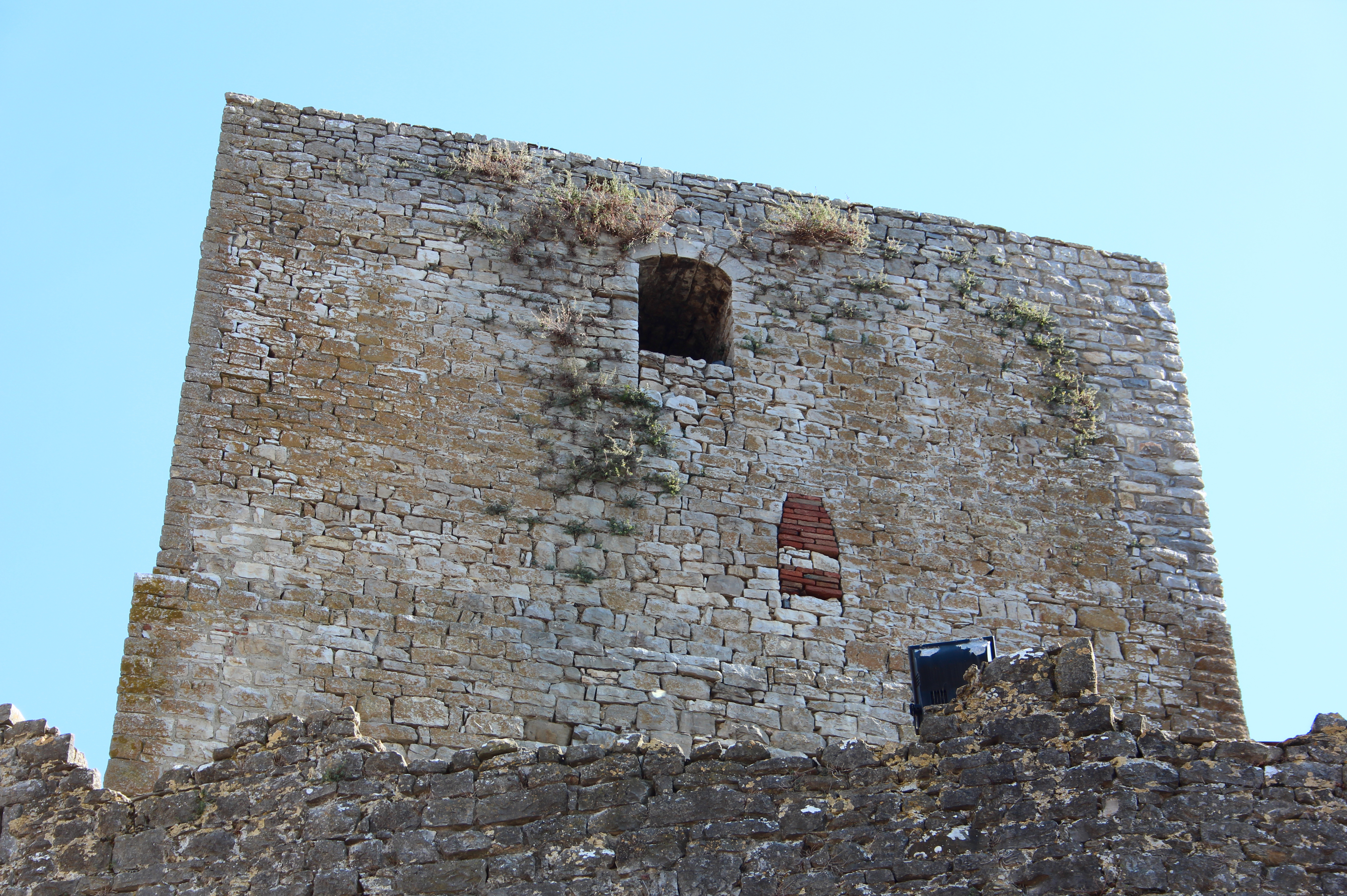
Il mastio del castello

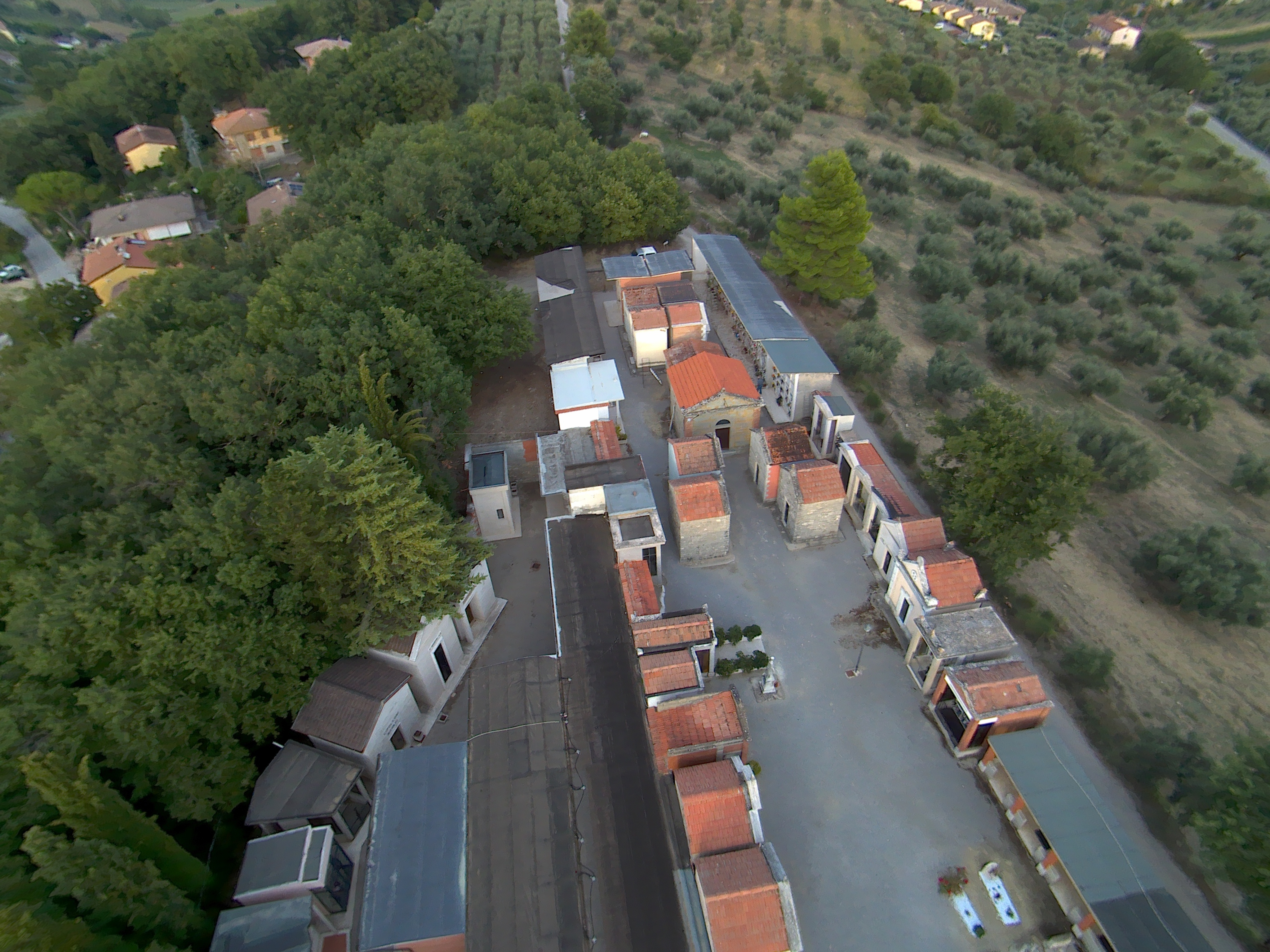
Veduta del Cimitero di San Savino (Magione, PG - IT)

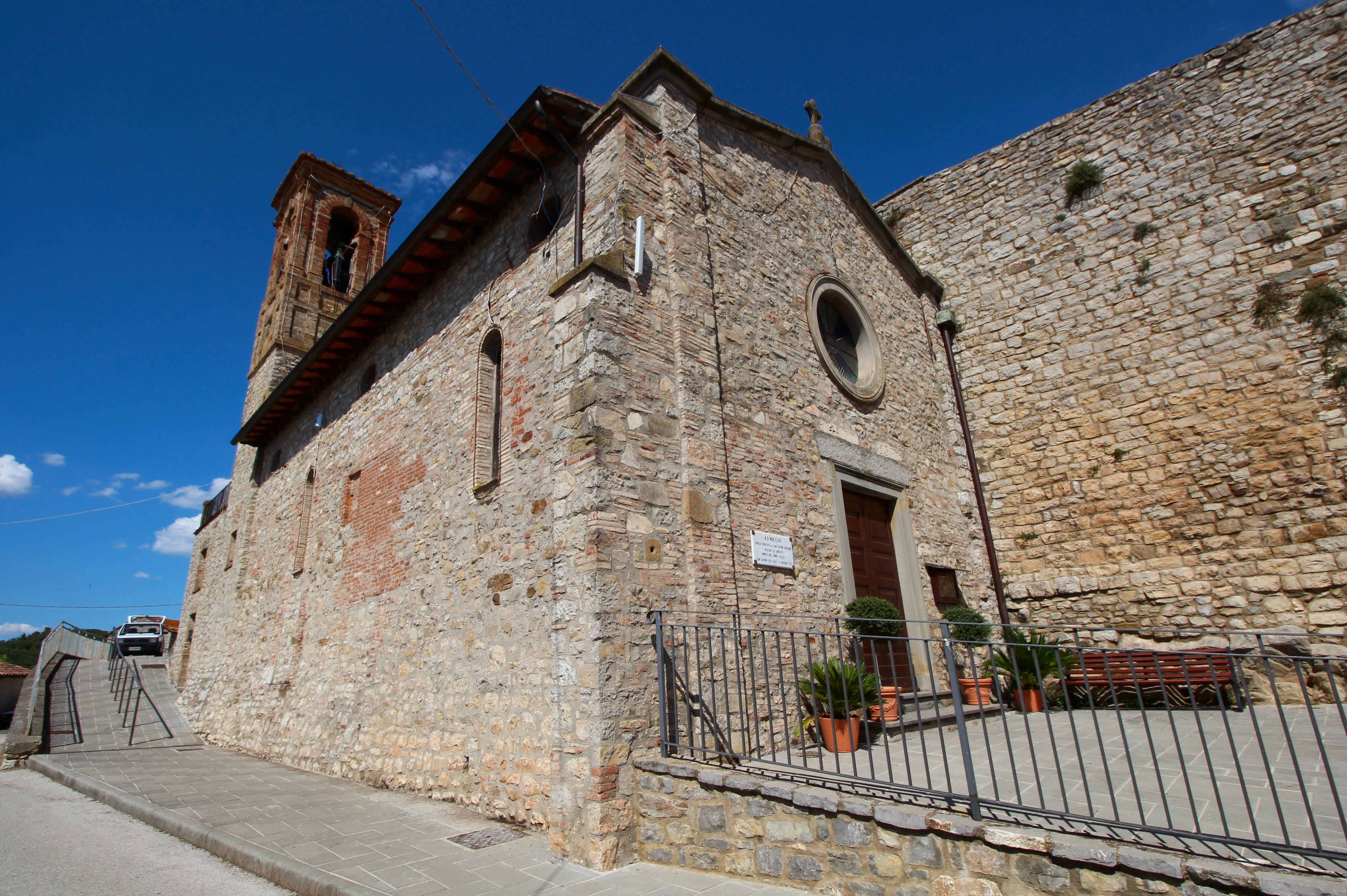
La chiesa di San Savino

Nonostante numerosi ritrovamenti archeologici attestino significative presenze di insediamenti altomedievali intorno alle colline che abbracciano la costa orientale del Trasimeno, il primo documento che menziona l'esistenza del piccolo borgo di San Savino data al 1006, quando, per iniziativa del conte Pietro Attone, della nobile famiglia degli Attoni di Todi, sorse sulla cima di questo colle semideserto un monastero, dedicato al santo martire di Sulmona, di cui oggi non rimane traccia alcuna se non nella toponomastica del borgo. A protezione del convento e dei suoi monaci lo stesso conte Attone iniziò la costruzione della fortezza a base quadrata, a una sola porta d'ingresso con arco a sesto acuto e una sola torre dall'insolita forma triangolare, probabilmente suggerita dalla geomorfologia del sito. Completato definitivamente intorno al 1180, il castello di San Savino fu ben presto travolto dai decenni di continue guerre e passaggi di eserciti che insanguinarono il contado perugino fino alla fine del XIII secolo, costringendo la città capoluogo impegnata nello sfibrante braccio di ferro con la vicina Cortona, a ricostruirne all'inizio del secolo successivo, le mura difensive, dotandole di merlature. La posizione elevata, dominante l'intero versante sud orientale del Trasimeno, rappresenta la testimonianza più immediata della funzione difensiva di importanza strategica per Perugia e il suo contado subito affidata al castello di San Savino, che insieme agli altri borghi fortificati della costa, costituiva un organico sistema di controllo per una zona economicamente importante e militarmente pericolosa, data la vicinanza al confine politico col libero feudo di Castiglione del Lago, per tutta l'età medievale e moderna nervo scoperto del contrabbando cerealicolo e ittico fra il comune di Perugia prima e lo Stato Pontificio poi, e il Granducato di Toscana. La cronica emigrazione che aveva colpito il borgo a causa delle guerre, riducendo la popolazione quasi esclusivamente ai monaci del convento, costrinse le autorità municipali perugine a emettere una serie di provvedimenti organici che garantivano il possesso di case e il godimento di particolari benefici agli abitanti delle vicine zone di Pian di Carpine e di Montecolognola che avessero voluto trasferirsi al castello di San Savino. Il risultato di questa operazione politica, dettata ancora una volta dalla necessità di mantenere il controllo della costa del lago, fu però piuttosto deludente: i magionesi non si mossero. Furono invece gli abitanti dell'Anguillara e delle vicine località lacustri a riedificare le case interne alle mura del Castello e a iniziare una prima espansione edilizia anche fuori dalle mura.
Attività di importanza strategica per l'economia della zona, la pesca nel Trasimeno attirò subito le attenzioni dell'amministrazione pontificia, a tal punto da spingere papa Paolo V nel 1566 ad emanare una Costituzione con cui ordinava la costruzione e il mantenimento di un porto immediatamente a ridosso del colle e ad esclusivo servizio degli abitanti del paese, di cui oggi resta soltanto un pallido ricordo nel porticciolo, sede della lavorazione della canna palustre, nei pressi dell'oasi naturalistica. La centralità della tutela del Trasimeno nell'economia dell'amministrazione del libero comune perugino, della provincia pontificia, dello Stato unitario è testimoniata dalla costruzione dell'emissario proprio ai piedi del castello: il 21 maggio 1462 l'acqua del lago iniziò il suo nuovo corso, dopo quello datole dai romani, per opera di Braccio Fortebraccio. 
Dopo i dibattiti sette-ottocenteschi legate alla ipotesi di prosciugare il lago, alla fine del secolo XIX, il 9 marzo 1896, presero il via i lavori per un'ulteriore e moderna sistemazione dell'emissario: l'inaugurazione di questa importante opera fu festeggiata con una cerimonia ufficiale a San Savino, che ospitò in quell'occasione i ministri del tesoro e delle finanze, il sottosegretario di stato per i lavori pubblici, senatori e deputati in gran numero, il sindaco di Perugia, nonché i giornalisti dei principali quotidiani nazionali.
Se del monastero da cui il paese ha preso il nome, oggi non resta nulla, anche le due chiese parrocchiali entrambe interne al castello, la Chiesa di Santa Maria Maddalena e della Madonna del Rosario, non esistono più, soppresse nel 1889 e sostituite dalla nuova chiesa fuori le mura, costruita a metà del XVIII secolo e consacrata al Santo eponimo dal vescovo Franco Riccardo Firmiani. Nei suoi interni si può ammirare un bellissimo crocifisso in legno, oggetto di devozioni popolari, mentre sopra l'altare maggiore spicca una tela raffigurante San Savino che assiste un malato, su cornice di stile barocco.

## Economia e manifestazioni
L'attività artigianale principale è la lavorazione della canna palustre.
Ogni anno si tiene la festa paesana, denominata "Sagra del Gambero". La festa si svolge intorno alla seconda settimana di Agosto e dura dieci giorni.